# Граждани
Граждани или Граждане (алб. Grezhdan) је насељено место у општини Дибер у округу Дибер, Албанија. Према попису из 1989. године било је 707 становника.
У Етнографији вилајета Адријанопољ, Монастир и Салоника, штампаној у Цариграду 1878, која се односи на мушко становништво, 1873. године Граждани имају 26 домаћинства са 34 житеља Словена хришћана и 38 Словена муслимана. Према бугарском географу и историчару, Василу Канчову, у Граждану је 1900. године живело 85 Словена хришћана и 100 Албанаца муслимана.